# Меднополосый хелмон
Меднополосый хелмон, или носатый хелмон, или просто хелмон, или длиннорылая рыба-бабочка (лат. Chelmon rostratus) — вид тропических морских рыб из семейства щетинозубых (Chaetodontidae) отряда окунеобразных.
Рыбу можно легко определить по жёлтой полосе и длинному рылу. Молодые рыбы похожи на взрослых. В спинном плавнике 9 жёстких и 28—30 мягких лучей. Удлинённая морда приспособлена для питания придонными беспозвоночными.
Естественные места обитания — вдоль скалистых берегов, коралловых рифов и в устьях рек, в солоноватой морской воде. Диапазон глубин колеблется от 1 до 41 м. Не мигрирующий вид. Живут в одиночку или парами. Являются территориальными животными. Пары формируются во время сезона размножения.
Ареал охватывает территорию от южной Японии и Тайваня до всего Кораллового треугольника, северного Таиланда, Андаманских, Никобарских и Соломоновых островов, северной части Австралии. Площадь ареала составляет около 17 300 км².
Вылавливаются для использования в аквариумной торговле, однако отсутствуют данные о том, насколько сильно это влияет на численность популяции. Другие серьёзные угрозы для численности вида отсутствуют.
Каких-либо мер, направленных на сохранение вида, не существует. Охрана происходит в рамках морских охраняемых территорий.

## Питание
В середине XIX века длиннорылая рыба-бабочка вызвала огромный интерес у естествоиспытателей-ихтиологов, которые описывали, что она питается насекомыми и добывает их следующим образом: заметив сидящее на ветке насекомое, высовывает голову и так ловко выбрасывает изо рта воду, что сбивает ею намеченную добычу в воду и там уже схватывает её (её даже прозвали «брызгун»). Однако последующие наблюдения показали, что это неверно и что рассказы эти произошли от того, что её путали с полосатым брызгуном — рыбой, схожей по окраске, которую в то время причисляли к тому же семейству чешуепёрых. На деле же оказалось, что длинная морда служит ей для отыскивания пищи, состоящей из различных мелких водяных животных, которые обыкновенно держатся между камнями или в щелях камней, которыми и составляют основу её рациона.